# Запата, Фрэнки
Фрэнки Запата (фр. Franky Zapata; род. 27 сентября 1978, Марсель, Буш-дю-Рон, Франция) — французский пилот водного транспорта, изобретатель водного флайборда и реактивного флайборда, основатель Zapata Racing. С 2012 года был сосредоточен на разработке и производстве персональных флайбордов для наземных и надводных полётов.
4 августа 2019 года пересёк Ла-Манш с остановкой на дозаправке в средней точке на борту судна. Его 35-километровый полёт был осуществлён в сопровождении трёх французских вертолетов и военных кораблей.

## Биография
Фрэнки начал пользоваться гидроциклом в возрасте 16 лет. Он несколько раз выигрывал чемпионат мира RUN F1. После долгих лет экспериментов он изобрел флайборд. 14 июля 2019 года Фрэнки Запата принял участие в военном параде, посвящённом Дню взятия Бастилии. 4 августа 2019 года пересёк Ла-Манш, преодолев расстояние 35 километров за 22 минуты и приземлившись в Дувре. Полёт сопровождали три вертолёта французской военной авиации и несколько кораблей. Запата сказал, что сильный ветер был одной из самых больших проблем во время полёта, объясняя, что изобретённая им техника очень чувствительна к порывам ветра. По его словам, также существует риск дестабилизации, когда ветер резко стихает.

### Семья
Фрэнки женат, у него есть сын Мэтт.

## Достижения и победы на чемпионатах и конкурсах
- 1996: чемпион национальной лиги SKI Stock
- 1997: 3-е место на чемпионате мира по ралли-рейдам Oléron RUN F1
- 1998: чемпион чемпионата Европы RUN F1
- 1998: вице-чемпион du Monde Rallye Raid Олерон RUN F1
- 1999: чемпион Европы RUN F1
- 2000: Тур US RUN F1.
- 2001: King of Bercy — RUN F1
- 2003: вице-чемпион Европы RUN F1
- 2004: вице-чемпион Европы RUN F1
- 2004: 3-й на чемпионате мира по ралли-рейду Oléron RUN F1
- 2005: Чемпион Европы RUN F1
- 2006: Чемпион Европы RUN F1, вице-чемпион мира по ралли Олерон Ралли RUN F1
- 2007: чемпион Европы RUN F1, чемпион мира по ралли-рейду Олерон RUN F1, вице-чемпион мира de F1 SKI World Finals
- 2008: Чемпион Европы RUN F1, Чемпион мира RUN F1 Finals, 3-й в чемпионате мира F1 SKI World Finals
- 2009: вице-чемпион мира F1 SKI, победитель Cavalaire эндуро Jet-Ski F1
- 2010: Чемпион Европы RUN F1